# FK Tbilisi
FK Tbilisi (georgiska: სკ თბილისი, SK Tbilisi) är en georgisk fotbollsklubb som var baserad i landets huvudstad Tbilisi. Hemmamatcherna spelades på Olimpistadion i Tbilisi. 2006 gick klubben samman med Pirveli Liga-klubben FK Rustavi och de båda klubbarna uppgick i Olimpi Rustavi. Klubbarna splittrades dock 2008 och började spela i Pirveli Liga då FK Tbilisi fick överta Olimpi Rustavis B-lags plats i ligan.
Efter att ha spelat säsongen 2008/2009 i Pirveli Liga upplöstes FK Tbilisi.

## Historia
Klubben grundades i Tbilisi år 1991 och gick under namnet Olimpi Tbilisi med bas vid Olimpistadion. 2003 gick klubben samman med Merani Tbilisi och bildade Merani-Olimpi Tbilisi. Samma år döpte man om klubben till FK Tbilisi. Tre år senare, 2006, gick klubben än en gång samman, denna gång med FK Rustavi och man bildade då Olimpi Rustavi. Klubben spelade i två år, innan man 2008 splittrade klubbarna och året därpå gick FK Tbilisi i graven.
Efter en framgångsrik säsong 2003/2004 fick klubben spela i Uefa-cupen säsongen 2004/2005. Man ställdes i den första rundan mot azeriska FK Sjamkir, som man slog med sammanlagt 5–1. I den andra omgången ställdes man mot polska Legia Warszawa som man förlorade mot med 1–0 hemma och 6–0 borta vilket slog ut klubben ur turneringen.
- 1991 – Grundad som Olimpi Tbilisi .
- 2002 – Sammanslagning med Merani Tbilisi, bildade Merani-Olimpi Tbilisi.[2]
- 2003 – Namnbyte till FK Tbilisi.
- 2006 – Sammanslagning med FK Rustavi, bildade Olimpi Rustavi.
- 2008 – Klubbarna splittras och bildar FK Tbilisi respektive Olimpi Rustavi.
- 2009 – FK Tbilisi upplöses.

## Kända tidigare spelare
- Revaz Barabadze (2004–2006)
- Gotja Chodzjava (2003–2004)
- Soso Grisjikasjvili (2004)
- Gogita Gogua (2003–2005)
- Sandro Iasjvili (2004–2005)

## FK Tbilisi i Europa
| Säsong    | Tävling    | Runda | Land         | Klubb          | Hemma | Borta | Totalt |
| --------- | ---------- | ----- | ------------ | -------------- | ----- | ----- | ------ |
| 2004/2005 | Uefa-cupen | 1R    | Azerbajdzjan | FK Sjamkir     | 1–0   | 4–1   | 5–1    |
|           |            | 2R    | Polen        | Legia Warszawa | 0–1   | 0–6   | 0–7    |